# Въезд (район Гатчины)

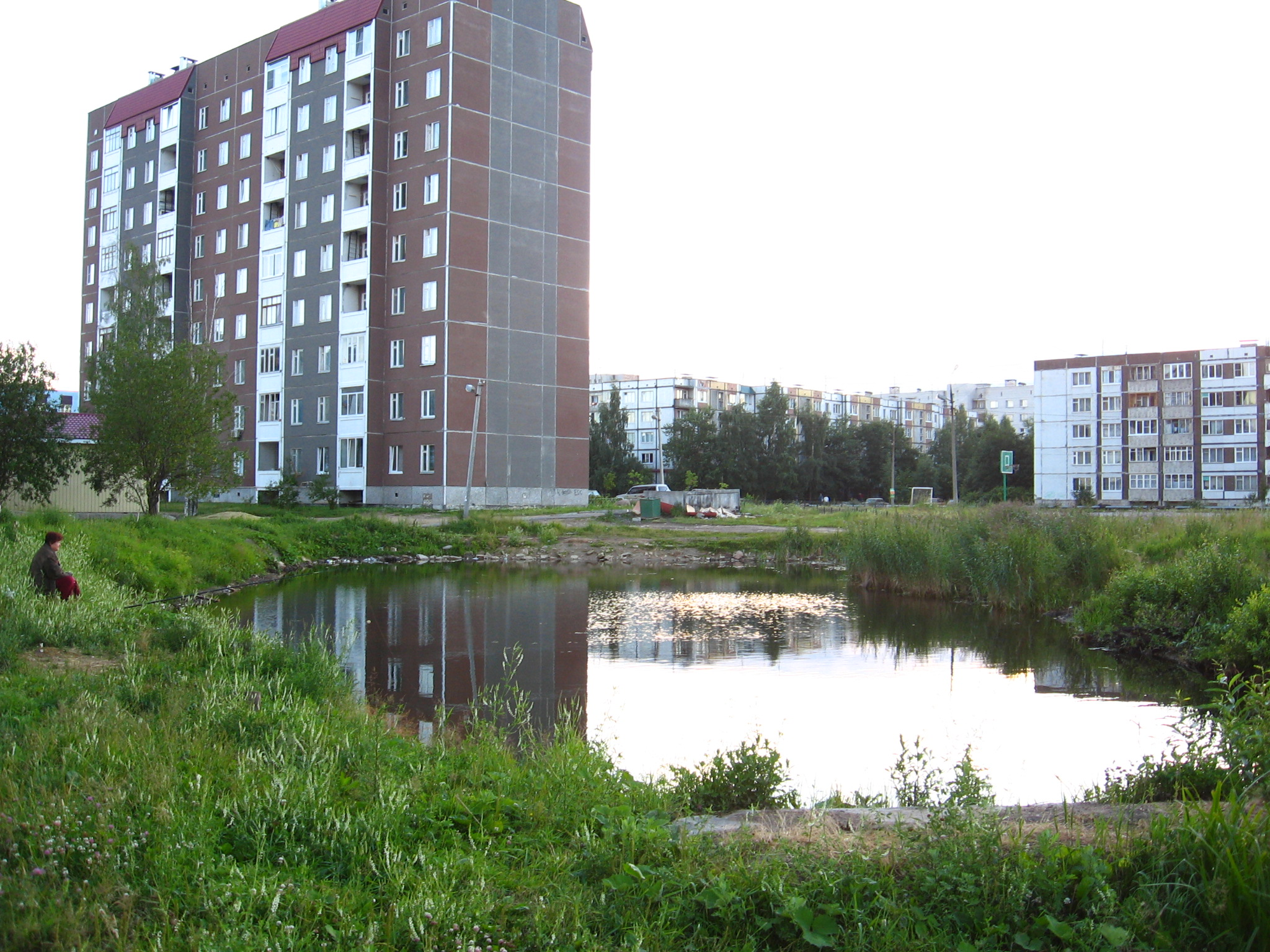
Пруд в микрорайоне Въезд.

Въезд — микрорайон города Гатчины Ленинградской области.
Расположен на въезде в город со стороны Санкт-Петербурга, отсюда и произошло название. В основном застроен 5—9-этажными домами.

## Расположение
Микрорайон расположен в северо-восточной части города.
Условными границами микрорайона являются:
- на севере — западная граница территории Гатчинской центральной районной клинической больницы
- на северо-востоке — граница города
- на востоке — Варшавская железнодорожная линия
- на юге — улица 7-й Армии
- на западе — проспект 25 Октября
- на северо-западе — Рощинская улица

Микрорайон граничит:
- на севере — с Веревским сельским поселением
- на востоке — с Промзоной № 1
- на юге — с Центром
- на западе — с Хохловым Полем
- на северо-западе — с Рощинским

## Архитектурный облик
Жилой фонд представлен в основном домами 121-й «гатчинской» серии и серии «Оптима» (восточная часть). Вдоль проспекта 25 Октября выстроены кирпичные дома индивидуальных проектов, составляющие «лицо» микрорайона. Высотными доминантами являются дома «Рощинская 1а» (13 этажей) и жилой комплекс «Традиция» (12 этажей).

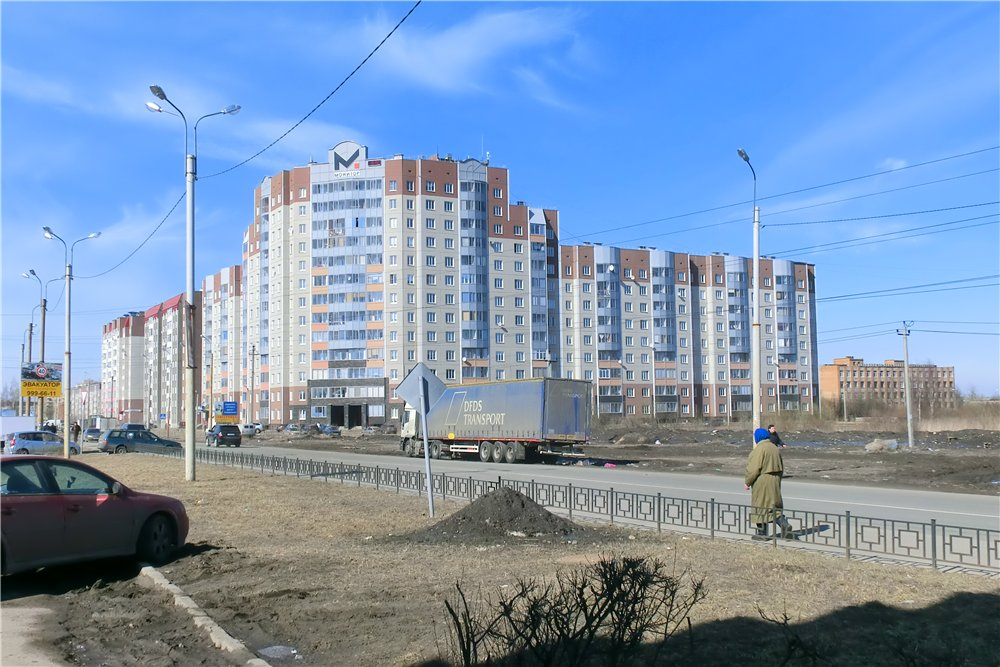
Улица Рощинская — на переднем плане дом 1А

## История
Микрорайон построен на месте Павловской слободы, построенной в 1832 году на северо-восточной окраине Гатчины. Название слободе дано по имени основателя города — Павла I. Она образовалась на территории за Артиллерийскими казармами, между бывшей крепостью Ингербург и Мозинскими воротами. По обе стороны почтового тракта Гатчина — Царское село были построены 12 деревянных одноэтажных домов. Автор проекта слободы — Алексей Михайлович Байков (1790—1854), главный архитектор Гатчины (с 1824 и до смерти). Слобода строилась для семейных инвалидов из заслуженных гвардейских нижних чинов, которые распределялись на местожительство в слободу по указу Николая I. Каждому инвалиду давалась в пожизненное владение половина дома и участок, но лишь до его смерти, исключение составляли только вдовы инвалидов с малолетними детьми. В царствование Александра III дома периодически разбирались, а на их месте возводились новые. В конце XIX — начале XX века слободу также называли Солдатской.
В конце 1980-х годов началась масштабная застройка микрорайона. Остатки сооружений Павловской слободы при этом были полностью уничтожены.

## Перспективы
Планируется дальнейшая застройка микрорайона. На площади 15 гектар в продолжении улицы Чехова до Пушкинского шоссе идёт строительство жилого комплекса на 5500 жителей, двух детских садов и школы (IQ Гатчина).

## Улицы микрорайона

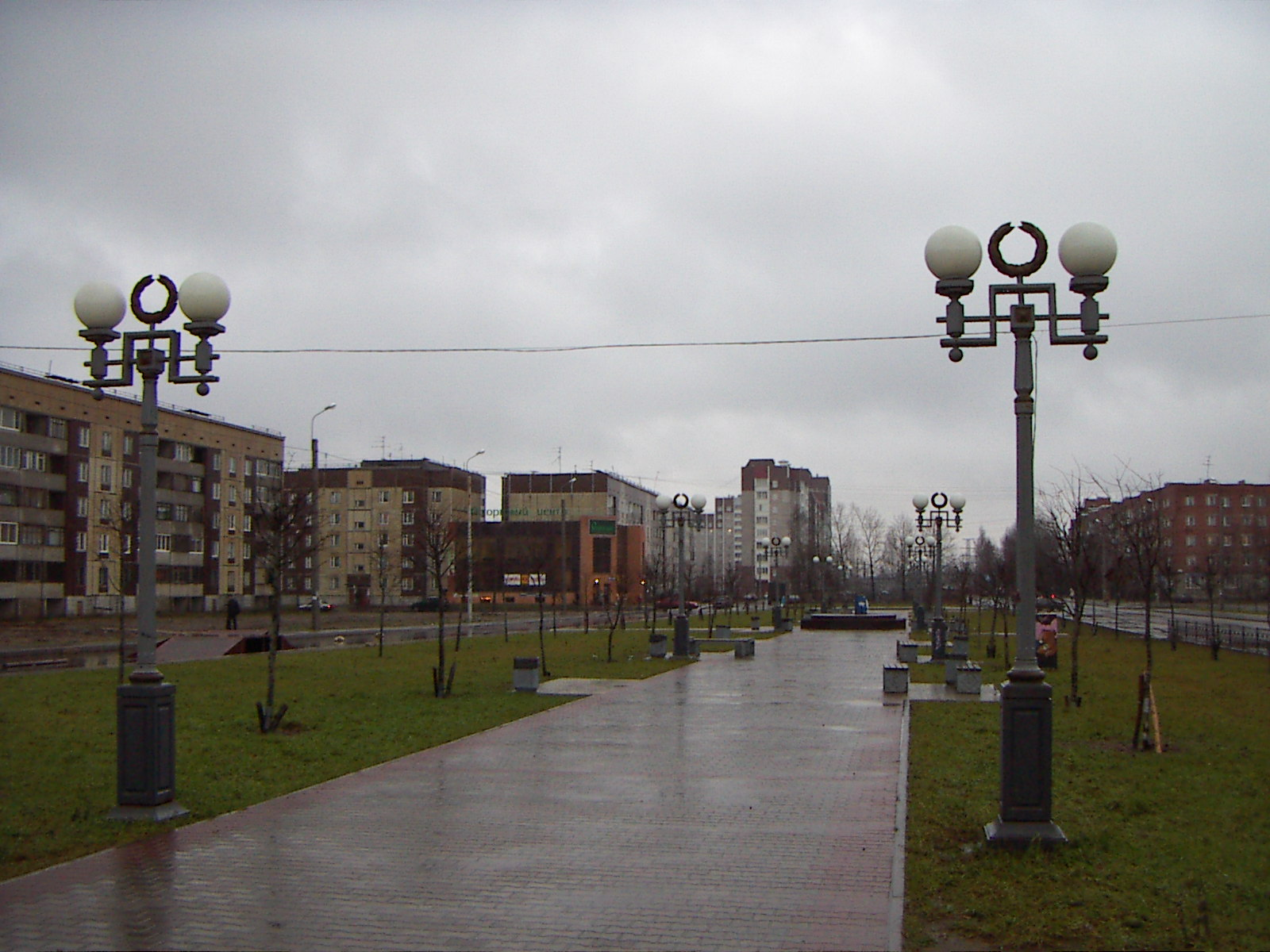
Рощинская улица.

- Проспект 25 Октября (нечётная сторона на участке от улицы 7-й Армии и на участке от улицы 7 Армии до Красносельского шоссе)
- Рощинская улица (на участке от улицы Чехова до проспекта 25 Октября и нечётная сторона на участке от проспекта 25 Октября до западной границы территории Гатчинской центральной районной клинической больницы)
- Улица 7-й Армии (чётная сторона на участке от улицы Чехова до проспекта 25 Октября)
- Улица Волкова — названа в честь младшего лейтенанта, Героя Советского Союза Александра Волкова, погибшего в 1944 году при освобождении посёлка Тайцы. До 1974 года называлась Скотопрогонным переулком.
- улица Чехова (от улицы 7-й Армии в сторону Пушкинского шоссе)
- Красносельское шоссе
- Ленинградское шоссе
- Пушкинское шоссе

## Объекты социальной сферы
- Детский сад № 7
- Детский сад № 26
- Центральная районная клиническая больница
- Государственный институт экономики, финансов, права и технологий
- Педагогический колледж имени Ушинского
- Психоневрологический интернат
- Профессиональный лицей № 33
- Первая академическая гимназия
- Средняя общеобразовательная школа № 8
- Отделение связи Гатчина-6
- Налоговая инспекция
- Отделение пенсионного фонда
- Большое количество магазинов
- Несколько парикмахерских
- Несколько кафе

В микрорайоне хорошо развит общественный транспорт. Автобусные маршруты проходят по Рощинской улице, проспекту 25 Октября, Красносельскому шоссе, Ленинградскому шоссе, Пушкинскому шоссе.